# Ristar
Ristar ist ein Jump ’n’ Run, das 1995 von der Firma Sega für den Sega Game Gear und Sega Mega Drive veröffentlicht wurde. Das Spiel wurde vom Sonic Team entwickelt.

## Handlung und Spielverlauf
Ziel des Spiels ist es, den Weltraum-Piraten Greedy aufzuhalten, der versucht das Sternensystem zu knechten. Ristar muss sich durch verschiedene Welten kämpfen, um am Ende seinen Vater zu befreien.

## Sonstiges
Das Spiel ist – freischaltbar – auf Sonic Mega Collection für den Nintendo GameCube enthalten sowie in der SEGA Mega Drive Ultimate Collection.

## Rezeption
Das Multiplattform-Magazin Mega Fun vergab für Ristar auf Mega Drive und Game Gear jeweils eine Spielspaßwertung von 84 %. Laut einem der Tester stehe die Game-Gear-Version dem Mega Drive in nichts nach, das Leveldesign sei sogar noch eine Spur abwechslungsreich und innovativer.